# ألكسندر جرونوالد
ألكسندر جرونوالد (بالألمانية: Alexander Grünwald) هو لاعب كرة قدم نمساوي في مركز الوسط، ولد في 1 مايو 1989 في كلاغنفورت في النمسا. شارك مع منتخب النمسا تحت 18 سنة لكرة القدم ومنتخب النمسا تحت 19 سنة لكرة القدم ومنتخب النمسا تحت 20 سنة لكرة القدم ومنتخب النمسا تحت 21 سنة لكرة القدم. أما مع النوادي، فقد لعب مع أوستريا فيينا.

## وصلات خارجية
- ألكسندر جرونوالد على موقع الاتحاد الأوربي (الإنجليزية)
- ألكسندر جرونوالد على موقع قاعدة بيانات كرة القدم.إي يو (الإنجليزية)
- ألكسندر جرونوالد على موقع Soccerway.com (الإنجليزية)
- ألكسندر جرونوالد على موقع عالم كرة القدم.نت (الإنجليزية)
- ألكسندر جرونوالد على موقع AS.com (الإسبانية)